# مارسيل هرنانديز
مارسيل هرنانديز (11 يوليو 1989 بهافانا في كوبا - ) هو لاعب كرة قدم كوبي في مركز الوسط. شارك مع منتخب كوبا لكرة القدم. أما مع النوادي، فقد لعب مع FC Ciudad de La Habana ‏ وFC La Habana ‏.

## وصلات خارجية
- مارسيل هرنانديز على موقع الاتحاد الدولي (مؤرشف)  (الإنجليزية)
- مارسيل هرنانديز على موقع قاعدة بيانات كرة القدم.إي يو (الإنجليزية)
- مارسيل هرنانديز على موقع ناشيونال فوتبول تيمز (الإنجليزية)
- مارسيل هرنانديز على موقع Soccerway.com (الإنجليزية)